# Anticonsumismo

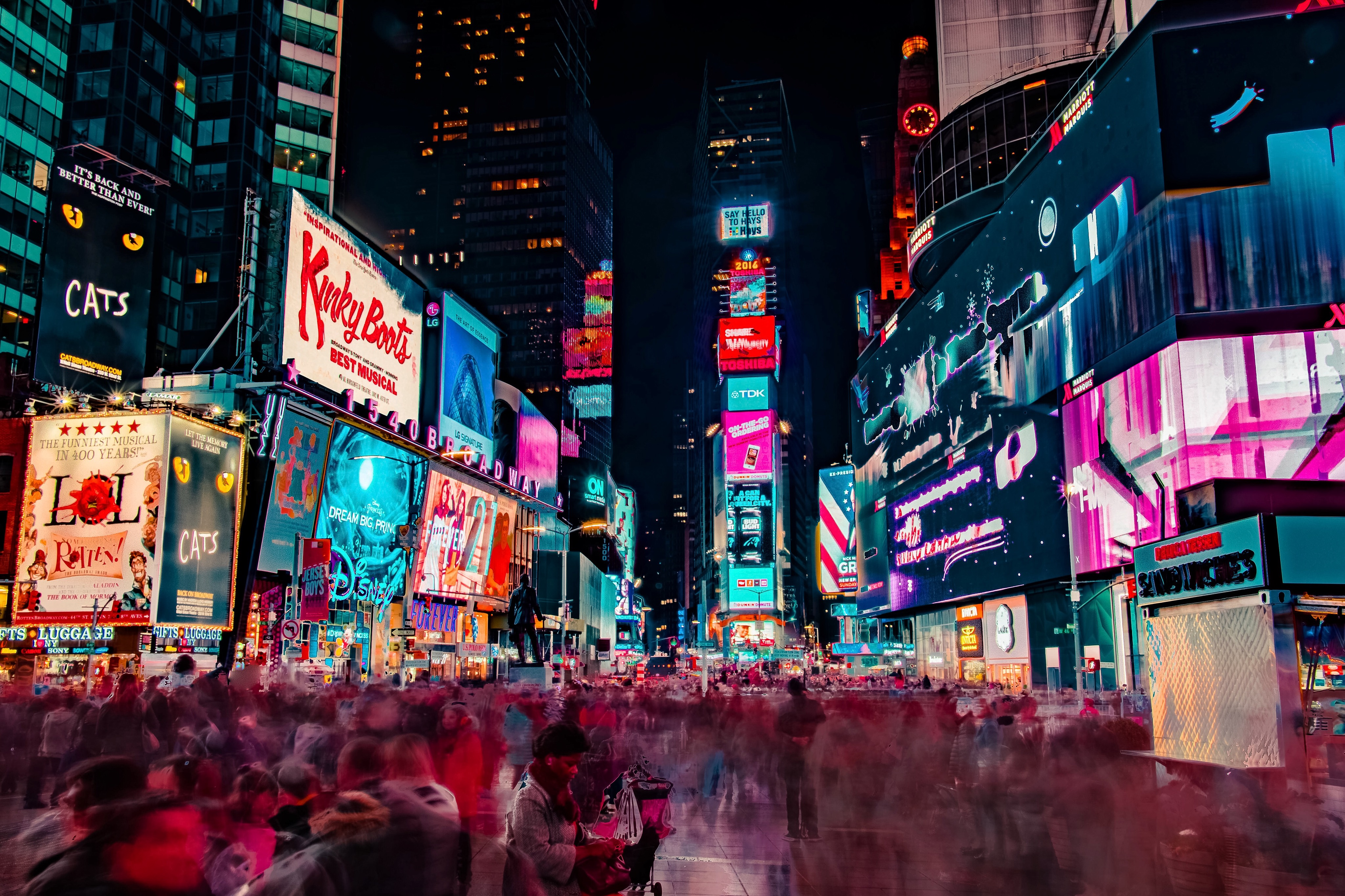
Fotografia de Times Square, enfatizando a sua prevalência de anúncios

O anticonsumismo é uma ideologia sociopolítica que se opõe ao consumismo, a compra e consumo contínuos de bens materiais. O anticonsumismo preocupa-se com as ações privadas das empresas na busca de objetivos financeiros e económicos em detrimento do bem-estar público, especialmente em questões de proteção ambiental, estratificação social e ética no governo de uma sociedade. Na política, o anticonsumismo sobrepõe-se ao ativismo ambiental, à antiglobalização e ao ativismo pelos direitos dos animais; além disso, uma variação conceptual do anticonsumismo é o pós-consumismo, vivendo de uma forma material que transcende o consumismo.
O anticonsumismo surgiu em resposta aos problemas causados pelos maus-tratos a longo prazo dos consumidores humanos e dos animais consumidos, e da incorporação da educação do consumidor nos currículos escolares; exemplos de anticonsumismo são o livro Sem Logo (2000) de Naomi Klein, e documentários como The Corporation (2003), de Mark Achbar e Jennifer Abbott, e Surplus: Terrorized into Being Consumers (2003), de Erik Gandini; cada um tornou popular o ativismo anticorporativo como uma forma ideologicamente acessível de ação civil e política. Os preditores de atitudes e comportamentos anticonsumo incluem motivações individuais e coletivas resultantes de experiências negativas com um determinado produto ou marca ou podem estar relacionadas com uma incongruência simbólica entre o sentido de identidade de alguém e a imagem de uma empresa (Iyer e Muncy, 2009, Kozinets et al., 2010, Lee e Ahn, 2016)
A crítica ao materialismo económico como um comportamento desumanizante e destrutivo para a Terra, como habitat humano, vem da religião e do ativismo social. A crítica religiosa afirma que o consumismo materialista interfere na ligação entre o indivíduo e Deus e, portanto, é um estilo de vida inerentemente imoral; assim, o historiador alemão Oswald Spengler (1880–1936) afirmou que “a vida na América é exclusivamente económica em estrutura e carece de profundidade”. Da perspetiva católica romana, Tomás de Aquino disse que, “A ganância é um pecado contra Deus, assim como todos os pecados mortais, na medida em que o homem condena as coisas eternas por causa das coisas temporais”; nesse sentido, Francisco de Assis, Ammon Hennacy e Mohandas Gandhi disseram que a inspiração espiritual guiou-os para uma vida simples.
Da perspetiva secular, o ativismo social indica que do materialismo consumista derivam o crime (que tem origem na pobreza da desigualdade económica), na poluição industrial e na consequente degradação ambiental, e na guerra como negócio.
Sobre o descontentamento social nascido do mal-estar e do hedonismo, o Papa Bento XVI afirmou em 2008 que a filosofia do materialismo não oferece nenhum propósito para a existência humana, e em 2011 atacou especificamente a comercialização do Natal; da mesma forma, o escritor Georges Duhamel afirmou que "o materialismo americano [é] um farol de mediocridade que ameaçou eclipsar a civilização francesa".

## Origem
O anticonsumismo originou-se da crítica ao consumo, começando por Thorstein Veblen, que, no livro The Theory of the Leisure Class: An Economic Study of Institutions (1899), indicou que o consumismo data do berço da civilização. O termo consumismo também denota políticas económicas associadas à economia keynesiana, e à crença de que a livre escolha dos consumidores deve ditar a estrutura económica de uma sociedade (Ver Producionismo).

## Política e sociedade

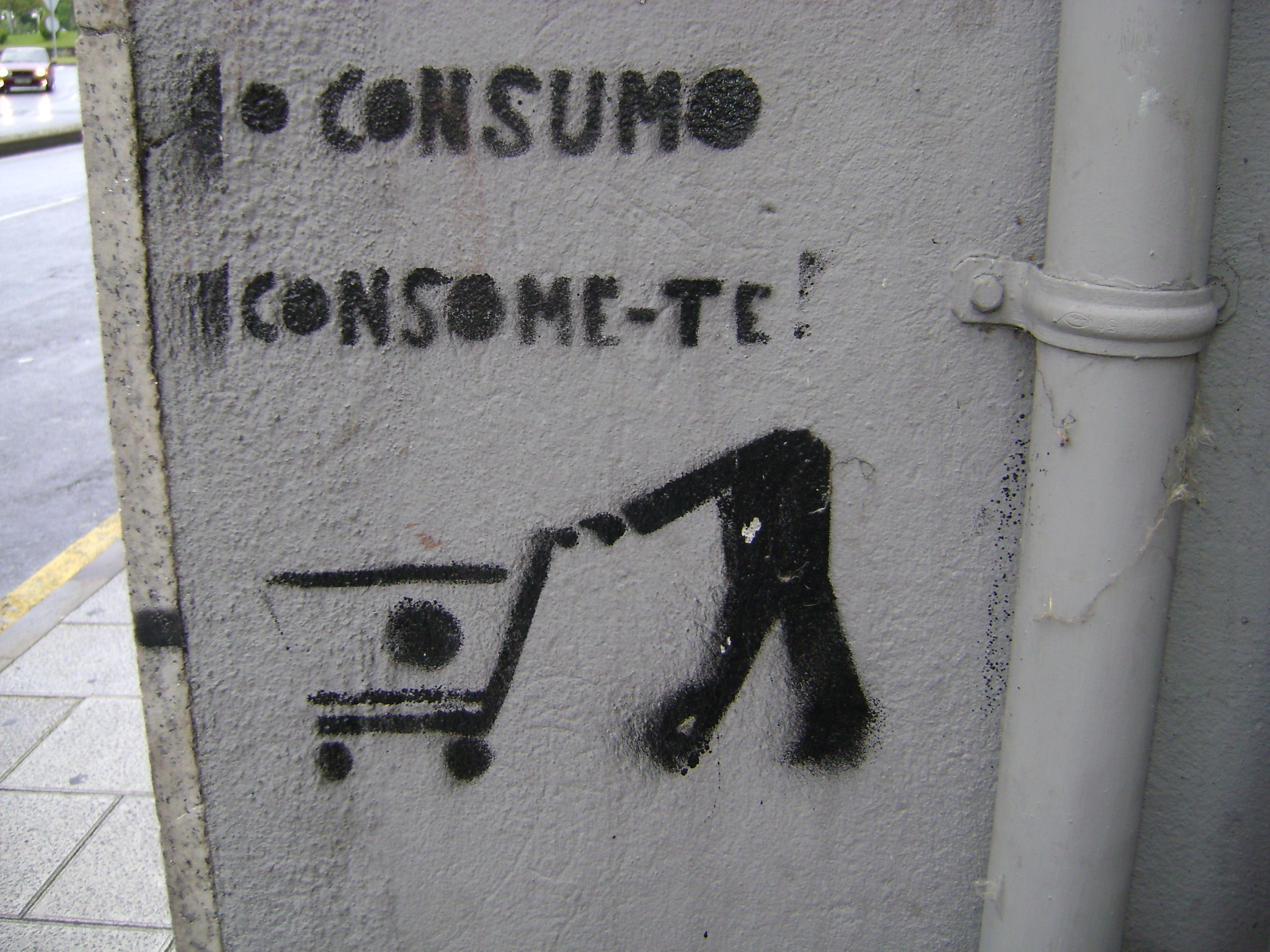
Um grafíti de estêncil anticonsumista que diz "O Consumo Consome-te!"

Muitos ativistas anticorporativos acreditam que a ascensão das grandes corporações representa uma ameaça à autoridade legítima dos Estados-nação e da esfera pública. Eles sentem que as empresas estão a invadir a privacidade das pessoas, manipulando a política e os governos e criando falsas necessidades nos consumidores. Eles apresentam evidências como adware de publicidade invasiva, spam, telemarketing, publicidade direcionada a crianças, marketing de guerrilha agressivo, contribuições massivas de campanhas corporativas em eleições políticas, interferência nas políticas de Estados-nação soberanos (Ken Saro-Wiwa) e notícias sobre corrupção corporativa (Enron, por exemplo).
Os manifestantes anticonsumistas salientam que a principal responsabilidade de uma empresa é responder apenas aos acionistas, quase sem consideração  dos direitos humanos e outras questões. A administração tem uma responsabilidade primária para com os seus acionistas, uma vez que quaisquer atividades filantrópicas que não sirvam diretamente o negócio podem ser consideradas uma quebra de confiança. Este tipo de responsabilidade financeira significa que as empresas multinacionais prosseguirão estratégias para intensificar o trabalho e reduzir custos. Por exemplo, tentarão encontrar economias de baixos salários com leis que sejam convenientemente tolerantes em relação aos direitos humanos, ao ambiente natural, à organização sindical e assim por diante (ver, por exemplo, Nike).
Uma contribuição importante para a crítica do consumismo foi feita pelo filósofo francês Bernard Stiegler, que argumentou que o capitalismo moderno é governado pelo consumo e não pela produção, e as técnicas publicitárias utilizadas para criar o  comportamento do consumidor equivalem à destruição da individuação psíquica e coletiva. O desvio da energia libidinal para o consumo de produtos de consumo, argumenta ele, resulta num ciclo viciante de consumo, levando ao hiperconsumo, à exaustão do desejo e ao reinado da miséria simbólica.
Na arte, Banksy, um influente mestre do grafíti britânico, pintor, ativista, cineasta e provocador multifacetado, criou obras satíricas e provocativas sobre a sociedade consumista (exemplos notáveis incluem "Napalm", também conhecido como "Can't Beat That Feelin'", um ataque à Walt Disney Pictures e ao McDonald's, e "Death By Swoosh", dirigido à Nike). Trabalhando disfarçado, o misterioso artista de rua desafia ideias sociais e incita os espetadores a repensarem o que os rodeia, a reconhecerem os absurdos dos preconceitos arraigados. Banksy afirmou: "Não deves nada às empresas. Menos do que nada, tu especialmente não lhes deves nenhuma cortesia. Elas devem-te. Elas reorganizaram o mundo para se colocarem à sua frente. Elas nunca pediram a tua permissão, nem comeces a pedir a deles."
O anticonsumismo de uma perspetiva de sustentabilidade também está ligado à compreensão social e política do termo, uma vez que as ideias que rodeiam esta perspetiva estão enraizadas nos esforços de sustentabilidade. Praticar o anticonsumismo pode significar simplificar e minimizar voluntariamente o estilo de vida; isto pode ocorrer nos esforços para existir de forma mais sustentável  numa cultura de consumo. Estas mudanças no estilo de vida, que incluem a escolha de sacos de papel em vez de sacos de plástico ao fazer compras, também estão em linha com o ativismo anticorporativo e o consumismo verde – ambos grandes contribuintes para o mercado ético. O decrescimento, os Comuns e outros movimentos visam abordar coletivamente questões de sustentabilidade através de práticas e abordagens que reduzam radicalmente o consumo e substituam a cultura do consumo por novas éticas e valores.

### Consumo conspícuo
| “ | É a preocupação com os bens, mais do que qualquer outra coisa, que nos impede de viver livre e nobremente. | ” |
|   | — Bertrand Russell.                                                                                        |   |

| “ | Tentar reduzir a poluição ambiental sem reduzir o consumismo é como combater o tráfico de drogas sem reduzir a toxicodependência. | ” |
|   | — Jorge Majfud. |   |

Em muitos contextos críticos, o termo descreve a tendência das pessoas de se identificarem fortemente com os produtos ou serviços que consomem, especialmente com marcas comerciais e apelo óbvio para aumentar o status, como uma marca de automóveis ou joias caras. É um termo pejorativo que a maioria das pessoas nega, tendo alguma desculpa ou racionalização mais específica para o consumo que não seja a ideia de que são “obrigadas a consumir”. Uma cultura que apresenta um alto grau de consumismo é chamada de cultura de consumo.
Para aqueles que abraçam a ideia do consumismo, estes produtos não são vistos como valiosos em si mesmos, mas sim como sinais sociais que lhes permitem identificar pessoas com ideias semelhantes através do consumo e da exibição de produtos semelhantes. No entanto, poucos chegariam ao ponto de admitir que as suas relações com um produto ou marca poderiam ser substitutos de relações humanas saudáveis que por vezes faltam numa sociedade moderna disfuncional.
O termo mais antigo, consumo conspícuo, descrevia os Estados Unidos na década de 1960, mas foi rapidamente associado a debates mais amplos sobre a influência dos meios de comunicação social, a culture jamming e o seu corolário produtivismo.

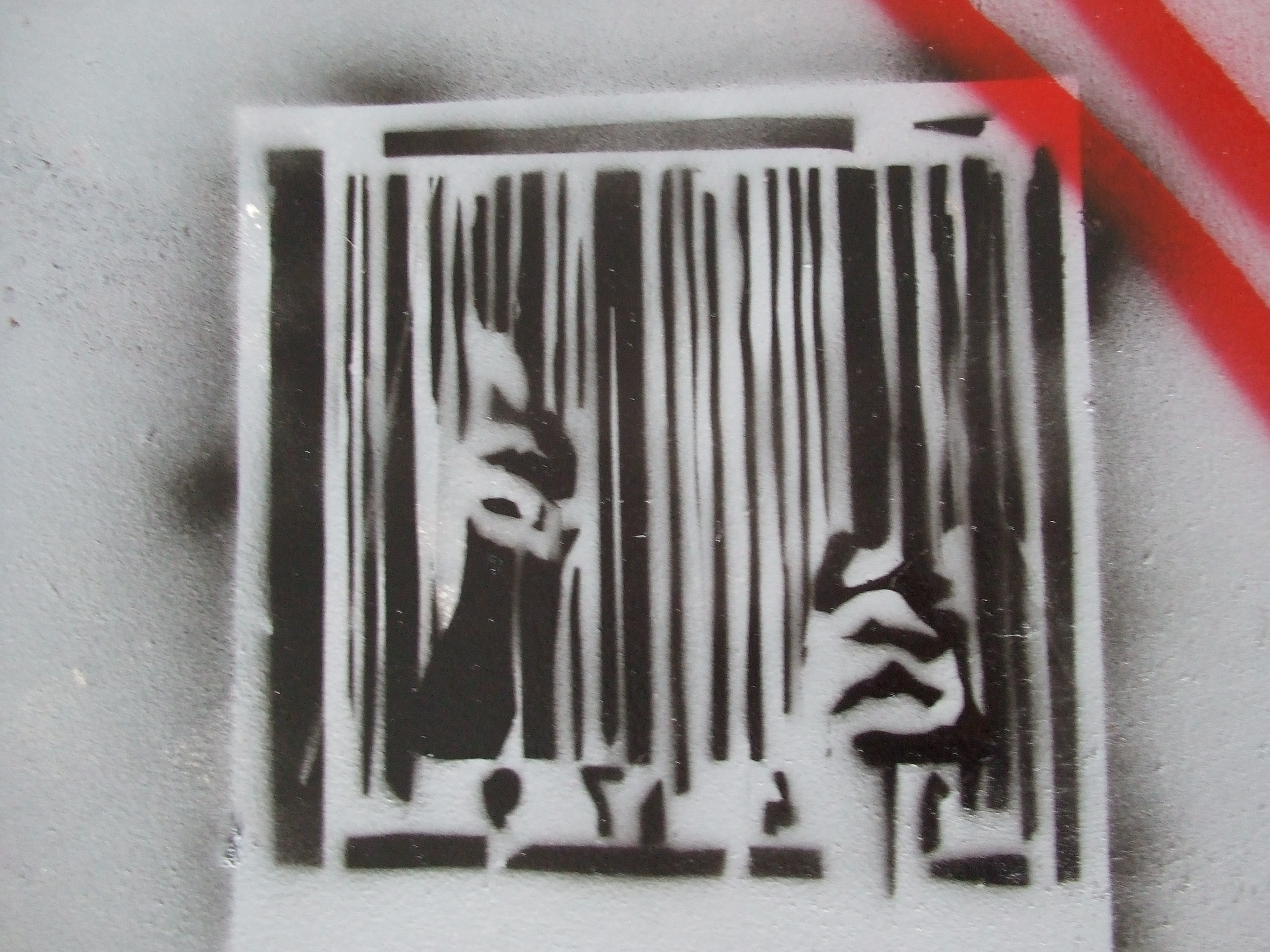
Arte de estêncil anticonsumista

O termo e o conceito de consumo conspícuo originaram-se na viragem do século XX nos escritos do economista Thorstein Veblen. O termo descreve uma forma aparentemente irracional e confusa de comportamento económico. A proposta contundente de Veblen de que este consumo desnecessário é uma forma de exibição de status é feita em observações sombriamente humorísticas como as seguintes, do seu livro de 1899, A Teoria da Classe do Lazer:Predefinição:Consumerism
| “ | É verdade em relação ao vestuário, num grau ainda mais elevado do que à maioria dos outros itens de consumo, que as pessoas passarão por um grau muito considerável de privação no conforto ou nas necessidades da vida, a fim de poderem pagar o que é considerado uma quantidade decente de consumo desnecessário; de modo que não é de modo algum uma ocorrência incomum, num clima inclemente, que as pessoas fiquem mal vestidas para parecerem bem vestidas. | ” |

Em 1955, o economista Victor Lebow declarou (conforme citado por William Rees, 2009):
| “ | A nossa economia enormemente produtiva exige que façamos do consumo o nosso modo de vida, que convertamos a compra e o uso de bens em rituais, que procuremos a nossa satisfação espiritual e a satisfação do nosso ego no consumo. Precisamos de coisas consumidas, queimadas, desgastadas, substituídas e descartadas a um ritmo cada vez maior. | ” |

Segundo os arqueólogos, foram encontradas evidências de consumo conspícuo até vários milénios atrás, sugerindo que tal comportamento é inerente aos humanos.

### Consumo colaborativo
O consumo colaborativo descreve a forma como os consumidores de um bem se envolvem no consumo partilhado, quer através de alugueres temporários ou de compras em segunda mão. O anticonsumismo opõe-se ao consumo contínuo de bens materiais, em parte devido à insustentabilidade dos indivíduos que procuram a experiência da cultura do consumo sem o desejo de posse a longo prazo.
O consumo colaborativo é entendido como anticonsumo. Ao focar-se no uso temporário dos produtos, os consumidores são capazes de expressar atitudes sustentáveis com a intenção de reduzir os recursos naturais, reduzindo o consumo direto de um produto ou marca. A cultura moderna de destruição criativa causa problemas de sustentabilidade e, para mitigá-los, é necessária uma mentalidade mais colaborativa no que diz respeito ao consumo.

### Consumismo e publicidade
Os anticonsumistas acreditam que a publicidade desempenha um enorme papel na vida humana, informando valores e pressupostos do sistema cultural, considerando o que é aceitável e determinando padrões sociais. Declaram que os anúncios criam um mundo hiper-real onde as mercadorias aparecem como a chave para garantir a felicidade. Os anticonsumistas citam estudos que concluem que os indivíduos acreditam que a sua qualidade de vida melhora em relação aos valores sociais que estão fora da capacidade do mercado. Portanto, a publicidade tenta equiparar o social ao material, utilizando imagens e slogans para ligar as mercadorias às fontes reais de felicidade humana, tais como relacionamentos significativos. Os anúncios são então um prejuízo para a sociedade porque dizem aos consumidores que acumular cada vez mais bens os aproximará da auto-realização, ou do conceito de um ser completo e seguro. “A mensagem subjacente é que possuir estes produtos irá melhorar a nossa imagem e garantir a nossa popularidade junto dos outros.” E embora a publicidade prometa que um produto fará o consumidor feliz, a publicidade depende simultaneamente de o consumidor nunca ser verdadeiramente feliz, pois então o consumidor não sentiria mais a necessidade de consumir produtos desnecessários.
Os anticonsumistas afirmam que, numa sociedade consumista, as imagens publicitárias enfraquecem e objetificam o consumidor. Ao sublinhar o poder, a escolha e o desejo individuais, a publicidade implica falsamente que o controlo cabe ao consumidor. Como os anticonsumistas acreditam que as mercadorias proporcionam apenas gratificação a curto prazo, eles prejudicam uma sociedade sustentável e feliz. Além disso, os anunciantes recorreram a novas técnicas para captar a atenção, tais como o aumento da velocidade dos anúncios e da colocação de produtos. Desta forma, os anúncios infiltram-se na sociedade consumista e tornam-se uma parte inextricável da cultura. Numa revisão da investigação sobre valores e objetivos materialistas, Tim Kasser (2016) argumenta que a procura de bens materiais pode levar à gratificação a curto prazo em detrimento do bem-estar a longo prazo. Os anticonsumistas condenam a publicidade porque ela constrói um mundo simulado que oferece um escapismo fantástico aos consumidores, em vez de refletir a realidade real. Argumentam ainda que os anúncios retratam os interesses e estilos de vida da elite como naturais; cultivando um profundo sentimento de inadequação entre os espetadores.
Num segmento de opinião da revista New Scientist publicado em agosto de 2009, o repórter Andy Coghlan citou William Rees, da Universidade da Colúmbia Britânica, e o epidemiologista Warren Hern, da Universidade do Colorado em Boulder, dizendo que os seres humanos, apesar de se considerarem pensadores civilizados, são "subconscientemente ainda impulsionados por um impulso de sobrevivência, dominação e expansão... um impulso que agora encontra expressão na ideia de que o crescimento económico inexorável é a resposta para tudo e, com o tempo, irá corrigir todas as desigualdades existentes no mundo." Ele argumenta que o consumismo está a piorar estas tendências ao encorajar o consumo sem limites.
Os defensores do anticonsumismo acusam frequentemente a publicidade de roubo de atenção, ou seja, acreditam que invade injustificadamente áreas públicas, impondo-se assim a pessoas que consideram a sua presença indesejada. O designer gráfico americano Sean Tejaratchi expressa o seu ressentimento em relação a esse "ad creep" numa edição de 1999 do  seu zine clip art Crap Hound: "A publicidade invade cada vez mais o meu ambiente em vez de me deixar acessá-la nos meus próprios termos quando preciso dela... Os métodos de comunicação de massas mais poderosos e bem financiados da história foram usados para criar um fluxo interminável e unidirecional de merda na minha vida... Nos vinte e oito anos desde que nasci, fui submetido a uma quantidade impressionante de publicidade, e não me lembro de ninguém ter me perguntado se eu me importava."
O anticonsumismo abriu caminho para um movimento de “subvertising” (que pode ser parte da culture jamming), que utiliza estratégias artísticas e políticas para protestar contra as formas modernas de publicidade; os atos de "subvertising" incluem "remoção de publicidade de espaços públicos, tweets para informar o prefeito da cidade sobre práticas publicitárias ilícitas, recuperação de cartazes de painéis publicitários de paragens de autocarro, produção de guias publicitários críticos, documentários ou organização de oficinas públicas".

## Escola Austríaca
Os defensores da Escola Austríaca centram-se no empreendedor, promovendo um estilo de vida produtivo ao invés de um estilo de vida materialista, em que o indivíduo é definido pelas coisas e não por si mesmo.

## Críticas
Os críticos de direita vêem o anticonsumismo como enraizado no socialismo. Em 1999, a revista libertária de direita Reason atacou o anticonsumismo, alegando que os académicos marxistas estavam a reembalar-se como anticonsumistas. James B. Twitchell, professor da Universidade da Flórida e escritor popular, referiu-se aos argumentos anticonsumistas como "Marxismo Lite".
Também houve críticos socialistas do anticonsumismo que o vêem como uma forma de "socialismo reacionário" antimoderno e afirmam que o anticonsumismo também foi adotado por ultraconservadores e fascistas.

## Nos meios de comunicação social populares
No filme da Pixar, WALL-E, a Terra é retratada num estado apocalíptico causado pelos efeitos negativos do consumismo humano.